# Эссенская ратуша
Эссенская ратуша (нем. Essener Rathaus) — здание городского управления города Эссен (федеральная земля Северный Рейн-Вестфалия). Здание расположено на площади Porscheplatz в районе Штадткерн. Ратуша является вторым по высоте зданием Эссена, уступая только штаб-квартире компании RWE — RWE-Turm.

## История

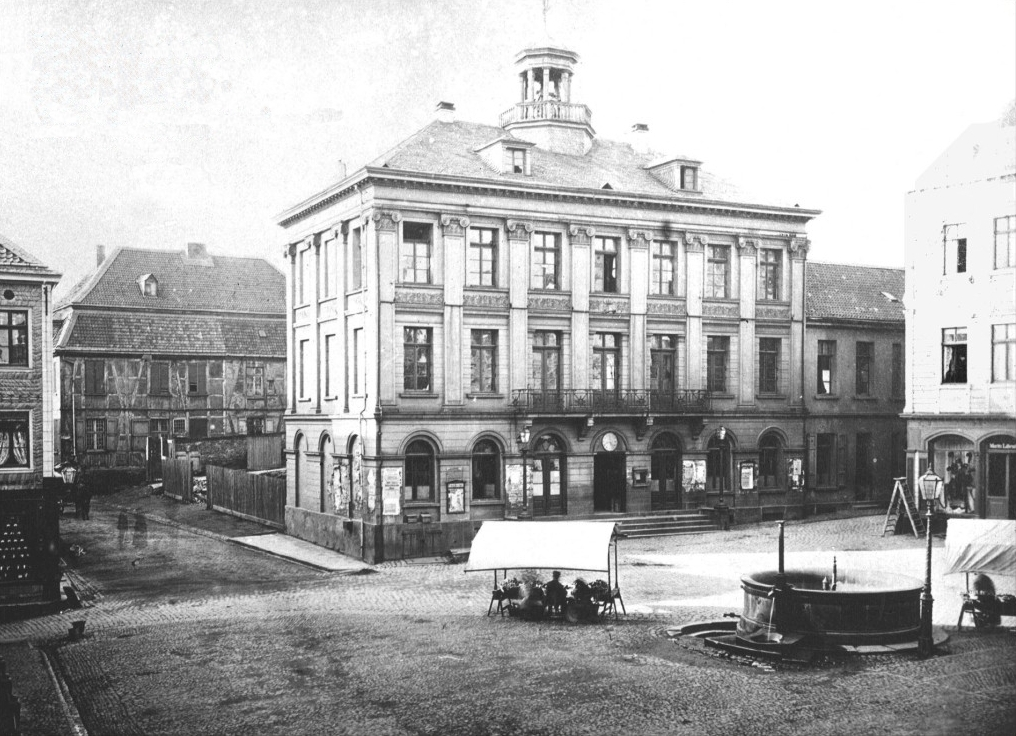
Эссенская ратуша (1840 год)

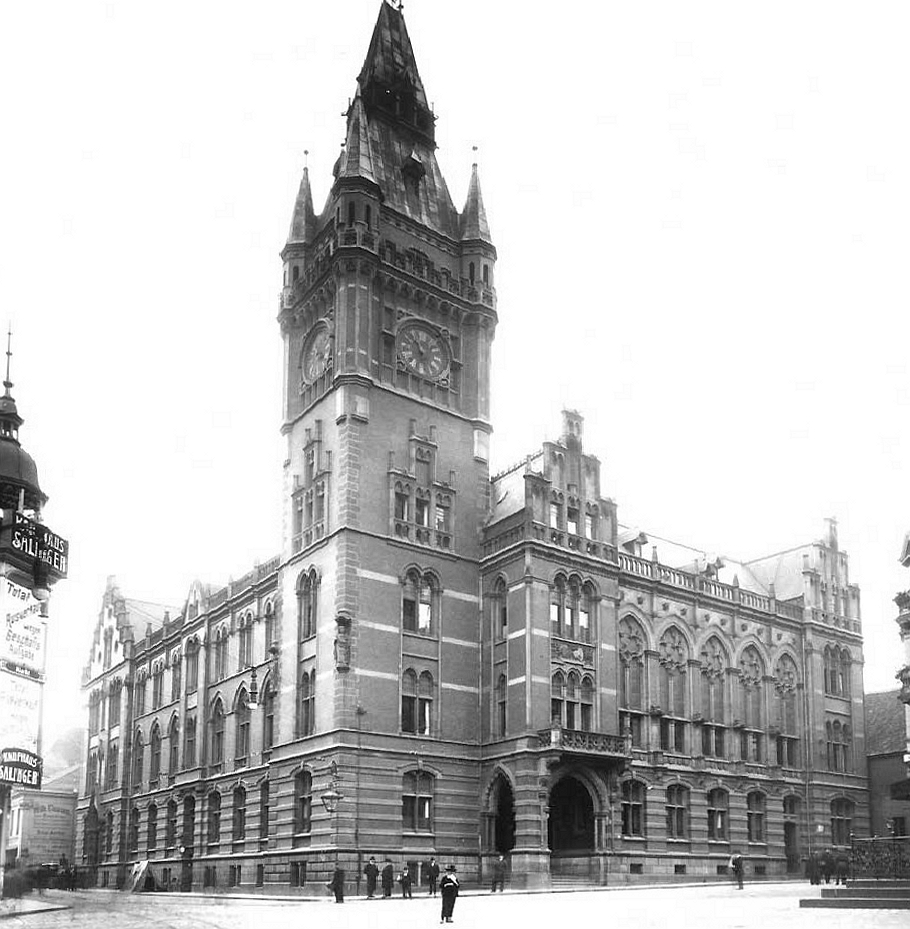
Эссенская ратуша (1900 год)

Старейшая ратуша Эссена была построена в XV столетии и прослужила в своём качестве почти до середины XIX века. Это было массивное каменное здание с высоким фронтоном и ступенями на западной и восточной сторонах. На фасаде здания находились скульптурные фигуры покровителей Эссена святых Космы и Дамиана.
В 1840—1842 годах по проекту архитектора Карла Вильгельма Теодора Фрейзе для городского магистрата было построено новое здание в стиле классицизма. Однако в эпоху индустриализации Рурского региона происходит быстрый рост города, вследствие чего это здание перестаёт удовлетворять городским нуждам. В 1878—1888 годах строится новое здание ратуши в псевдоготическом стиле. Автором проекта был эссенский архитектор Петер Циндель.
5 марта 1943 года во время одной из бомбардировок союзнической авиации здание ратуши сильно пострадало. В 1964—1965 годах здание было снесено. Все три здания ратуши стояли на одном и том же месте рядом с Рыночной церковью. После сноса третьего здания ратуши и вплоть до 1979 года городской магистрат Эссена не имел своего здания и заседал в старой ратуше северо-восточного эссенского района Край. Резиденцией обер-бургомистра в это время служил Американский дом Рура на нынешней площади Kennedyplatz.
Строительство новой ратуши по проекту дармштадтского архитектора Теодора Йозефа Зайферта началось 1 июля 1975 года. Празднование по случаю окончания основного строительства состоялось ровно через два года — 1 июля 1977 года. Официальное открытие и первое заседание городского совета состоялись 7 ноября 1979 года. Стоимость строительства составила 189 млн. марок.
В начале 1980-х годов на крыше ратуши было смонтировано устройство для кругового освещении города лазерными лучами (сначала только красного цвета, а позже и зелёного цветов). Однако из-за частых поломок и высоких издержек на эксплуатацию устройство вскоре было демонтировано.
29 марта 2010 года была открыта пристроенная к ратуше крытая галерея, которая используется в качестве торгового центра.

## Технические данные[2]
- Высота здания — 160 м
- Высота обзорной площадки — 100 м (22-й этаж)
- Общая площадь помещений — 69 000 м²
- Объём здания — 330 000 м3
- Объём бетонных конструкций — 60 000 м3
- Масса стальных конструкций — 6 500 т
- Длина электрических кабелей — 360 км
- Количество люминесцентных светильников — 15 000
- Количество окон — 3285
- Количество дверей — 2100
- Количество надземных этажей — 30. Из них:
  - Холл — 1 этаж (цокольный этаж)
  - Офисные этажи — 26
  - Технические этажи — 2 (между 17 и 18 офисными этажами)
  - Обзорный этаж — 1 (30-й этаж)
- Количество подземных этажей — 3
- Количество лифтов — 9 (из них один внешний)
- Общая площадь помещений — 56 000 м²